# Rodney Heath
Rodney Wilfred Heath (Edgbaston, 15 giugno 1884 – Melbourne, 6 ottobre 1936) è stato un tennista australiano.

## Biografia
Heath si aggiudicò la prima edizione degli Australian Open nel 1905, battendo Arthur Curtis in quattro set. Vinse ancora cinque anni dopo, nel 1910, battendo in finale Horace Rice in tre set.
Nel 1912 ha partecipato a due sfide di Coppa Davis, tra cui la finale contro l'Inghilterra, vincendo un incontro.
Si arruolò nel 1915 nei Royal Flying Corps, promosso maggiore due anni dopo.
Nel 1919 arrivò alla finale del torneo di Wimbledon di doppio con Randolph Lycett.

## Titoli del Grande Slam
- Singolare:
  - Australian Open: campione: 1905, 1910
- Doppio:
  - Australian Open: Campione nel 1906 con Tony Wilding, 1911 con Randolph Lycett
  - Australian Open secondo nel 1910 con J. L. Odea, 1914 con Pat O'Hara Wood

## Finali del Grande Slam

### Singolare

#### Vittorie (2)
| Anno | Torneo                     | Superficie | Avversario    | Punteggio          |
| 1905 | Australian Open, Melbourne | Erba       | Arthur Curtis | 4–6, 6–3, 6–4, 6–4 |
| 1910 | Australian Open, Adelaide  | Erba       | Horace Rice   | 6–4, 6–3, 6–2      |